# Guy Malary
François Guy Malary (* 10. Juni 1943 in Hinche; † 14. Oktober 1993 in Port-au-Prince) war ein haitianischer Jurist und Justizminister. Er wurde am 14. Oktober 1993 zusammen mit seinem Fahrer und seinem Leibwächter auf offener Straße erschossen.

## Leben
Malary war als Rechtsanwalt unter anderem für die Botschaft der Vereinigten Staaten in Port-au-Prince und eine Reihe von amerikanischen Unternehmen tätig. Er arbeitete auch mit Vertretern internationaler Organisationen an der Modernisierung und Umstrukturierung des haitianischen Justizsystems. Auch an Prozessen wegen der Verletzung von Menschenrechten war er prominent und erfolgreich beteiligt.
Seine Ernennung zum Justizminister wurde als einvernehmliche Entscheidung für die Interessen der haitianischen Gesellschaft angesehen.
Malary war Justizminister in der verfassungsmäßigen Regierung von Premierminister Robert Malval unter Präsident Jean-Bertrand Aristide und übte sein Amt auch unter dem Regime von Raoul Cédras, der eine Militärdiktatur errichtete, weiter aus.
Am 14. Oktober 1993 wurde die Wagenkolonne von Malary, als er das Justizministerium verlassen hatte, in Höhe der Kirche Sacré-Cœur im Stadtviertel Turgeau von einer Kommandoeinheit mit Maschinengewehren beschossen. Der Minister starb auf der Stelle ebenso wie sein Fahrer und sein Leibwächter. Das Attentat ereignete sich unmittelbar nachdem US-Präsident Clinton erklärt hatte, dass er die haitianische Armee für die Sicherheit der Übergangsregierung verantwortlich machen würde.
Laut der Interamerikanischen Menschenrechtskommission wurden in einer CIA-Notiz vom 28. Oktober 1993 drei Mitglieder der rechtsextremen Front pour l'Avancement et le Progrès Haïtien (FRAPH) der Tat beschuldigt: Louis-Jodel Chamblain, Emmanuel Constant und Gabriel Douzable; sie hätten sich laut dieser Notiz mit einem haitianischen Militär getroffen, um die Ermordung von Malary zu planen. Nach einem ersten Prozess, bei dem alle Angeklagten freigesprochen wurden, wurde der Fall im Jahr 2005 von einem anderen Untersuchungsrichter erneut aufgenommen.
Eine Schule in der Gemeinde Tabarre in der Metropolregion der Hauptstadt trägt den Namen „Lycée François-Guy-Malary“. Ferner trägt ein Terminal des Aéroport international Toussaint Louverture von Port-au-Prince den Namen „Aérogare Guy Malary“. Letztlich wurde eine Straße in Cap-Haïtien nach Malary benannt.